# أشرف عقل
أشرف عبد الوهاب محمد عقل دبلوماسي مصري، كان ممثلًا لجمهورية مصر العربية لدى دولة فلسطين، وسفيرًا لجمهورية مصر العربية لدى اليمن.

## حياته
يحمل أشرف عقل درجة البكالوريوس في الاقتصاد والعلوم السياسية من جامعة القاهرة عام 1978.
عُين في يناير 2006، رئيسًا لمكتب تمثيل جمهورية مصر العربية لدى دولة فلسطين واستمر حتى عام 2009.
عُين في عام 2009، نائبًا مساعدًا لوزير الخارجية لإدارة الشؤون البرلمانية.
قدم أوراق اعتماده في 3 أكتوبر 2010 إلى الرئيس اليمني علي عبد الله صالح سفيرًا لدى اليمن واستمر حتى عام 2014.

## أوسمة
- في 25 أبريل 2009، منحه الرئيس الفلسطيني محمود عباس وسام نجمة القدس «لدوره المتميز في تعزيـز العلاقـات الفلـسطينية المصرية والعلاقات الفلسطينية العربية، ودعمه المتواصل لحق الشعب الفلسطيني في نيل حريته وإقامة دولته المستقلة وعاصمتها القدس الشريف».[3]